# Barrage Aït Ouarda
Le barrage Aït Ouarda (en arabe : سد آيت وعرضى) est un barrage marocain situé dans la province d'Azilal (région de Tadla-Azilal). Il a été construit de 1948 à 1957 à quelques kilomètres à l’aval du barrage Bin El Ouidane, ouvrage principal de la mise en valeur de 69 500 ha de terre fertile des Béni Moussa faisant partie de l’importante plaine du Tadla d’une superficie de plus de 3 600 km2 s’étendant entre la chaîne du haut atlas et le plateau des phosphates.

## Caractéristiques
Le barrage en arc d’Aït Ouarda de 43 m de hauteur et de 120 m environ de longueur, est édifié dans les roches calcaires d’une gorge étroite et profonde. Il a été créé ainsi en bassin de compensation d’une capacité de 4 millions de m³, dont le remous de la retenue s’étend pratiquement jusqu’à l’usine de Bin El Ouidane. De cet ouvrage de compensation et de prise, une galerie d’amenée en légère pente de 10,5 km et d’un diamètre de 4,5 m, calibrée pour un débit de 48 m³/s, aboutit à une cheminée d’équilibre d’où deux conduites forcées et une conduite de décharge en superstructure dévalent sur une hauteur de 225 m jusqu’à l’usine d’Afourer, qui produit annuellement 350 millions de kWh.
L’une des particularités de cette installation réside dans le fait que deux des conduites forcées amènent l’eau à l’usine, tandis que la troisième a été aménagée à la fois pour servir de décharge et pour assurer la conduite des irrigations de la zone des Béni Moussa en cas de panne d’une turbine ou de l’ensemble de l’installation. Le barrage du type voûte, à parements cylindriques d’un rayon de courbure de 60 m est équipé de 5 vannes segments permettant d’évacuer un débit de 2700 m³/s.

## Construction
Dans cet aménagement, seule la construction de la galerie d’amenée des Aït Ouarda à Afourer, à travers des roches calcaires et dolomitiques, a présenté de très grandes difficultés, car il fallut non seulement traverser près de 3 km de couches marno-gypseuses mais faire face à l’afflux d’abondantes venues d’eau à 15 kg/cm2 de pression, qui nécessitèrent de nombreuses injections sur quelque 2,8 km de galerie. Ces venues d’eau ont imposé une quasi-imperméabilisation préalable du terrain d’attaque à l’aide de sondages injectés suivant 2 à 3 auréoles en forme de troncs de cône emboîtés. Les injections subhorizontales ont été faites jusqu’à 90 m à l’intérieur du terrain